# 945

## Esdeveniments
Països Catalans
- 25 de maig, Marganell, Bages: se signa l'acta fundacional del monestir de Santa Cecília de Montserrat.[1]

Resta del món
- Els bouides prenen el control de Bagdad.
- Ferran González recupera el Govern de Castella.
- Olga de Kíev ocupa la regència del Rus' després de l'assassinat d'Igor de Kíev.

## Necrològiques
Països Catalans
- 22 de febrer: Cixilona de Barcelona, abadessa de Santa Maria del Camí.[2]

Resta del món
- Igor de Kíev
- 23 de juliol (Lieja - Lotaríngia): Richer de Lieja, bisbe de Lieja